# Hodaie
Hodaie falu Romániában, Erdélyben, Kolozs megyében.

## Fekvése
Katona (Cătina) közelében fekvő település.

## Története
Hodaie korábban Katona falu része volt. 1956 körül vált külön 131 lakossal.
1966-ban 115 lakosából 105 román, 10 magyar, 1977-ben 138 lakosából 127 román, 11 magyar, 1992-ben 153 lakosa volt, melyből 150 román, 3 magyar, a 2002-es népszámláláskor pedig 116 lakosából 115 román, 1 magyar volt.